# ランディ・ジャクソン (プロデューサー)

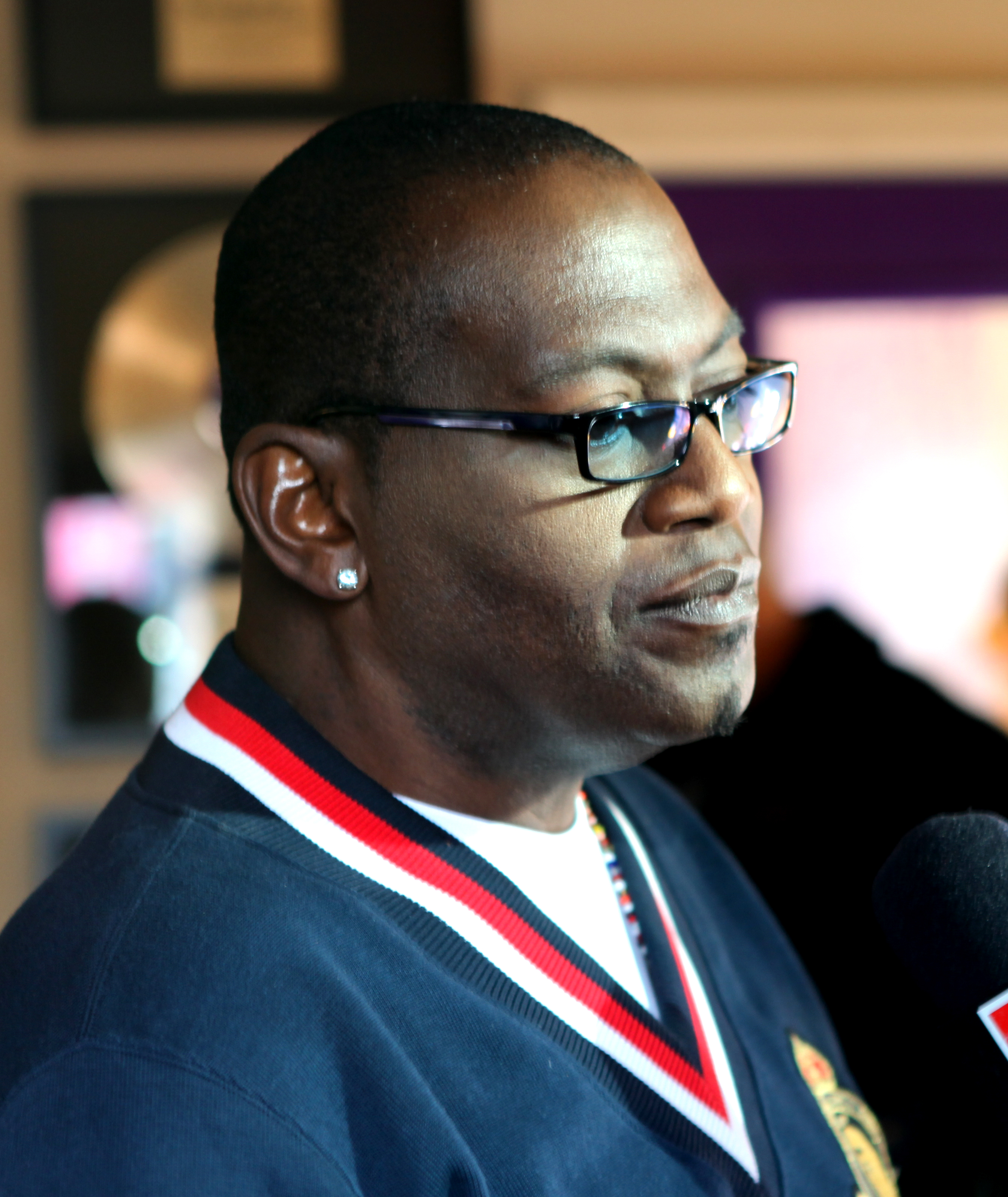
ランディ・ジャクソン（2009年）

ランディ・ジャクソン（Randy Jackson、1956年6月23日 - ）は、ミュージシャン、音楽プロデューサー、ベーシスト。『America's Best Dance Crew』のプロデューサー、テレビ番組『アメリカン・アイドル』の審査員としても有名。
ジャクソン5の同名メンバーとは別人である。アメリカ合衆国ルイジアナ州バトンルージュ出身。サミュエル・L・ジャクソンの従兄という説は間違った情報。事実ではない。

## 来歴
イタリアの歌手ズッケロの作品『Zucchero And The Randy Jackson Band』（1985年）をプロデュース。その後、ジャーニーにサポート・メンバーとして参加し、アルバム『Raised On Radio〜時を駆けて』（1986年）とそれに伴うツアーでベースを弾いた。ジャーニーには、2020年になって再び参加している。マドンナのアルバム『ライク・ア・プレイヤー』（1989年）にもベーシストとして参加した。

## ディスコグラフィ

### スタジオ・アルバム
- 『ランディ・ジャクソンズ・ミュージック・クラブ』 - Randy Jackson's Music Club, Vol. 1 (2008年、Dream Merchant)

### シングル
- "Dance Like There's No Tomorrow" (2008年) ※with ポーラ・アブドゥル
- "Real Love" (2008年) ※with キャサリン・マクフィー、エリオット・ヤミン

### 参加アルバム
ジャーニー
- 『フロンティアーズ』 - Frontiers (1983年、Columbia) ※「After the Fall」でベースを担当
- 『Raised On Radio〜時を駆けて』 - Raised on Radio (1986年、Columbia)
- 『フリーダム』 - Freedom (2022年、BMG)

リチャード・マークス
- 『リピート・オフェンダー』 - Repeat Offender (1989年、Capitol)

ニール・ショーン
- 『レイト・ナイト』 - Late Nite (1989年、Columbia)

ジャン＝リュック・ポンティ
- 『未来の罠』 - Civilized Evil (1980年、Atlantic)
- 『ミスティカル・アドヴェンチャーズ』 - Mystical Adventures (1982年、Atlantic)
- 『インディヴィディアル・チョイス』 - Individual Choice (1983年、Atlantic)

ストライパー
- 『無法の掟』 - Against the Law (1990年、Enigma) ※「Shining Star」でベースを担当